# Бајрамбос
Бајрамбос (мкд. Бајрамбос, тур. Bayrambosu) је насеље у Северној Македонији, у југоисточном делу државе. Бајрамбос је насеље у оквиру општине Валандово.

## Географија
Бајрамбос је смештен у југоисточном делу Северне Македоније, близу државне границе са Грчком (3 km источно од села). Од најближег града, Валандова, насеље је удаљено 15 km источно.
Насеље Бајрамбос се налази у историјској области Бојмија. Насеље је положено у јужној подгорини планине Беласице, на приближно 470 метара надморске висине. 
Месна клима је измењена континентална са значајним утицајем Егејског мора (жарка лета).

## Становништво
Бајрамбос је према последњем попису из 2002. године био без становника. По попису из 1994. године насеље је имало 8 становника. 
Традиционално становништво у насељу били су Турци.
Претежна вероисповест месног становништва је ислам.